# Білий Косцюл (Малопольське воєводство)
Білий Косцюл (пол. Biały Kościół) — село в Польщі, у гміні Велька Весь Краківського повіту Малопольського воєводства.
Населення — 984 особи (2011).
У 1975-1998 роках село належало до Краківського воєводства.

## Демографія
Демографічна структура станом на 31 березня 2011 року:
|          | Загалом | Допрацездатний вік | Працездатний вік | Постпрацездатний вік |
| -------- | ------- | ------------------ | ---------------- | -------------------- |
| Чоловіки | 470     | 95                 | 333              | 42                   |
| Жінки    | 514     | 93                 | 330              | 91                   |
| Разом    | 984     | 188                | 663              | 133                  |